# Kofinu
Kofinu (gr. Κοφίνου) – wieś w Republice Cypryjskiej, w dystrykcie Larnaka. W 2011 roku liczyła 1312 mieszkańców.